# Tangbaekchŏn

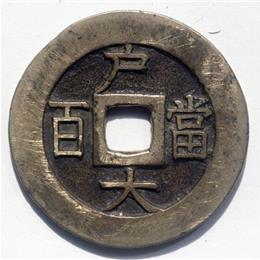
Face d'un Tangbaekchŏn.

Le Tangbaekchŏn (hangeul : 당백전 ; hanja : 當百錢) est une série de pièces coréennes de la période Joseon. Elle vaut 100 Yeopjeon (en). Elle est frappée entre novembre 1866 et avril 1867 en de très grandes quantités, ce qui est à l'origine d'un épisode d'inflation important.